# Wenham
Wenham és una població dels Estats Units a l'estat de Massachusetts. Segons el cens del 2000 tenia 4.440 habitants.

## Demografia
Segons el cens del 2000, Wenham tenia 4.440 habitants, 1.285 habitatges, i 957 famílies. La densitat de població era de 222,1 habitants/km².
Dels 1.285 habitatges en un 37,6% hi vivien nens de menys de 18 anys, en un 66,5% hi vivien parelles casades, en un 5,9% dones solteres, i en un 25,5% no eren unitats familiars. En el 22,5% dels habitatges hi vivien persones soles el 15,6% de les quals corresponia a persones de 65 anys o més que vivien soles. El nombre mitjà de persones vivint en cada habitatge era de 2,7 i el nombre mitjà de persones que vivien en cada família era de 3,19.
Per edats la població es repartia de la següent manera: un 22% tenia menys de 18 anys, un 23,6% entre 18 i 24, un 19,8% entre 25 i 44, un 20,5% de 45 a 60 i un 14,1% 65 anys o més.
L'edat mediana era de 34 anys. Per cada 100 dones de 18 o més anys hi havia 80,3 homes.
La renda mediana per habitatge era de 90.524 $ i la renda mediana per família de 98.004$. Els homes tenien una renda mediana de 76.639 $ mentre que les dones 43.750$. La renda per capita de la població era de 36.812$. Entorn de l'1,2% de les famílies i el 3,3% de la població estaven per davall del llindar de pobresa.